# El Agami
El Agami è una cittadina d'Egitto sul Mar Mediterraneo, situata a 20 Km a ovest di Alessandria d'Egitto, fa parte del Governatorato omonimo.
Durante i mesi estivi è una meta di vacanza per gli alessandrini e per la popolazione proveniente dal Cairo, nonché luogo di villeggiatura per i turisti stranieri.

## Storia
El Agami fu fondata solo nel 1950, risale all'epoca della campagna di Egitto una fortificazione napoleonica e vi si trovano anche alcune torri difensive risalenti all'epoca ottomana. 

## Clima
La cittadina presenta un clima mite e temperato in estate, mentre durante l'inverno si presentano forti rovesci e piogge, come nel resto di Alessandria.

## I quartieri
L'agglomerato urbano di El Agami è suddiviso in quartieri
- Abu Yusef
- El Nakhil
- El BiTash
- El Hannoville
- Dekhela
- Sidi Kreir

## Intersezioni
La zona costituisce il luogo di accesso alla Costa Mediterranea provenendo dal Cairo grazie al collegamento autostradale, ossia l'autostrada Cairo-Alessandria, chiamata dai locali Et-Tari' ed-de'eri (in arabo الطريق الدئرى). La zona è collegata anche con la strada che porta a Marsa Matrouh, da dove volendo si può proseguire fino a Sallum, proprio al confine con la Libia.